# William Tyndale
William Tyndale (1494, Gloucestershire, Anglie – 1536) byl anglický náboženský reformátor. Významný je především jeho překlad Bible do angličtiny. Za své myšlenky byl popraven jako heretik.

## Mládí

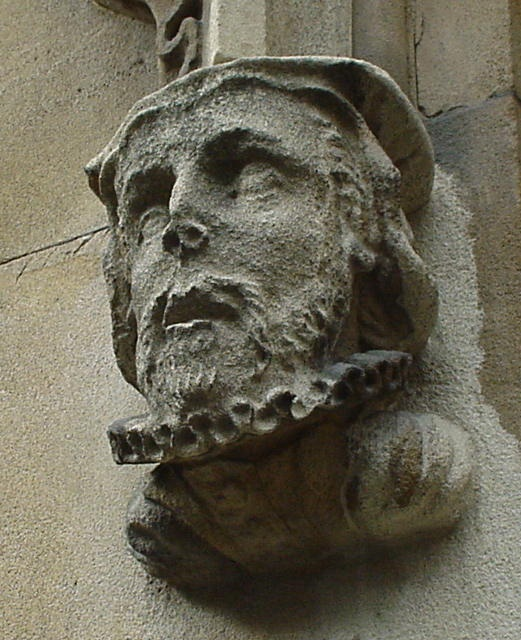
Tyndalova busta

Narodil se okolo roku 1494 v Gloucestershire na západě Anglie. Od mládí lnul ke studiu Písma sv. Vzdělání získal nejdříve na univerzitě v Oxfordu, kde v roce 1512 obdržel titul bakaláře (BA) a o tři roky později (1515) titul magistra (MA). Po odchodu z Oxfordu přebýval zřejmě v Cambridgi, někdy v době ohraničené r. 1517 a 1521. V klidnější Cambridgi se Tyndale mohl zdokonalovat ve znalosti řečtiny. Je také možné, že přišel do Cambridge, aby na této univerzitě studoval bohosloví a přijal kněžskou ordinaci.
V roce 1521 byl jmenován kaplanem a vychovatelem dvou synů sira Johna Walshe, majitele panství Little Sodbury v rodném Gloucestershire. Vedle učitelských povinností trávil většinu volného času překládáním Nového zákona. Věnoval se také kázání, např. ve městě Bristol kázal pod širým nebem.

## Renesance a reformace
Náboženská reformace v 16. století nepřinesla jen určité změny v církvi, jak tvrdí někteří katoličtí vykladači, ale byla v podstatě jistým znovuobjevením "pravdy a moci Božího slova." Byla výzvou církvi: vrátit se k vlastnímu biblickému základu a znovu hledat vztah k Bohu prostřednictvím Ježíše Krista.
Nejdůležitějším faktorem v přípravě cesty reformačních změn, nepočítáme-li důvody náboženské, byla renesance, která má počátek v oživení vzdělanosti na Středním východě. (Když v roce 1453 padla Konstantinopol do tureckých rukou, mnoho učenců řecké a latinské literatury uteklo na Západ, kam s sebou přinesli své znalosti a starověké rukopisy.) To podnítilo ducha bádání, označované jako Nové učení, jehož přívrženci jsou nazýváni humanisty. Humanisté se prostřednictvím studia klasické literatury zaměřili na rozšíření obzoru lidského ducha restaurací antických kultur. Toto hnutí započalo v Itálii odkud se šířilo do zbytku Evropy; v Nizozemsku a Německu pak nabylo mnohem křesťanštějšího charakteru a dláždilo tak cestu překládání Písma. V Anglii hnutí křesťanského humanismu přispělo ke vzniku nového zápalu pro náboženské vzdělávání, což se promítlo v novém zaměření výuky na anglických školách (škola sv. Pavla, kde děti měly být vyučovány kvalitní literatuře, jak latinské, tak řecké) a univerzitách.

### Překlady Bible
Pravděpodobně nejvýznamnějším humanistou byl Erasmus Rotterdamský. V letech 1511-1514 byl Erasmus profesorem řečtiny a bohosloví v Cambridgi. V roce 1516 publikoval své první vydání řeckého Nového zákona. Luther toto dílo využíval jako základní pramen svého překladu Nového zákona do němčiny.
V předreformační době byla již v Anglii Bible přeložena do angličtiny v různých knihách a to od časů otce anglické církevní historie Bedy Ctihodného, který žil v osmém století. V letech 1382–1388 pak byla Bible kompletně přeložena do angličtiny žáky Johna Wyclifa a používána lollardy. Nyní se však ukazovala potřeba nového překladu, který by byl založen na původních hebrejských a řeckých textech a nikoli jen na latinské Vulgátě. Tyndale sám si toto dílo vzal za svůj životní úkol.

## Překladatelská práce v Anglii a na kontinentu

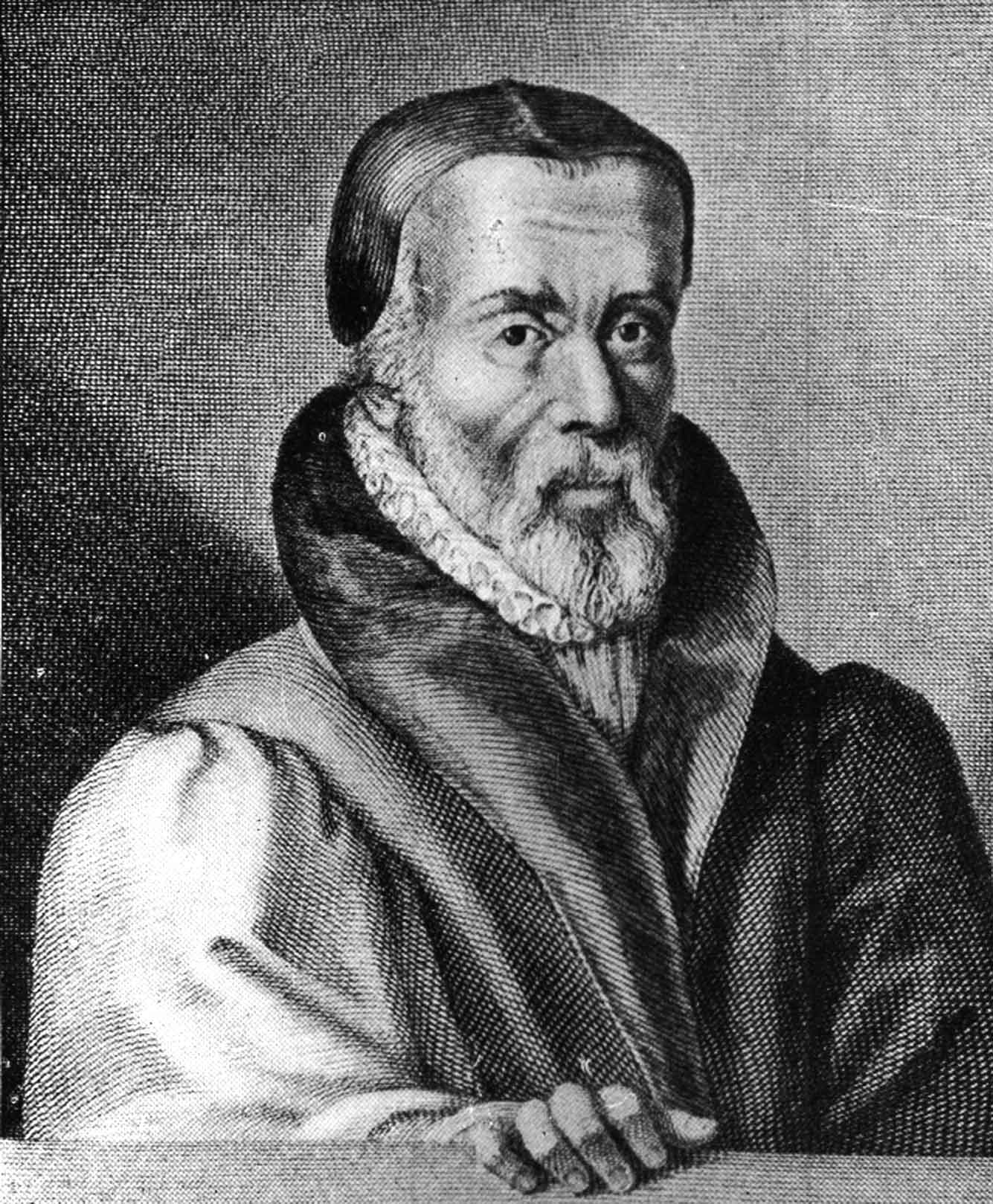
William Tyndale (portrét ve Foxeově Knize mučedníků)

Přítomnost mladého vzdělaného muže v rodině Walshových měla za následek poznenáhlou změnu smýšlení a praktického postoje sira Johna a jeho chotě lady Anne. Překlad Erasmova známého spisu Enchiridion militis Christiani (Rukověť křesťanského rytíře), který Tyndale pořídil a věnoval Walshovým, měl přispět k tomu, že místní duchovní, kteří do té doby u Walshů požívali vřelé pohostinnosti, „nebyli nadále tak často zváni ... až nakonec přestali přicházet“. Duchovní v Gloucestershire nesli těžce ztrátu postavení u významného muže a obžalovali jej u biskupského kancléře z hereze. Nato byl předvolán k výslechu. Během vyšetřování kancléř nejednal s obviněným asi nijak zdvořile. Podle něj samotného se naň kancléř obořil a choval se hrubě. Přesto nebyl vynesen žádný rozsudek na základě něhož by následoval oficiální postih. Kancléři, zdá se, záleželo více na tom, aby se špatně nezapsal u mocných rodin Walshových a spřízněných Poyntzových, než aby vyhověl žalobcům a ze své moci zakročil proti služebníkovi sira Johna Walshe. Svou tvář si navenek zachoval ostrým přístupem k obviněnému.
Vědomí naléhavosti životního poslání zpřístupnit Bibli anglickému lidu mohlo u Tyndale pozvolně růst po několik let, už od dob studií na Oxfordu. V Gloucestershire, kde narazil na nevědomost místních kněží, bezprostředně vnímal, „že příčinou lidské slepoty, chyb a zpronevěření církve je neznalost Písem“. Ve známost vešla jeho odpověď jednomu z kněží, prohlášení, jehož naplnění se stalo jeho životním cílem:
„Bylo by nám lépe bez Božího zákona než bez papežského,“ prohlásil kněz. Na to odvětil: „Já pohrdám úřadem papeže a všemi jeho zákony. Zachová-li mě Bůh naživu, dříve než uplyne řada let, způsobím, že chlapec, který vede pluh, bude znát Písmo lépe, než vy jej znáte.“
Konfrontace s kleriky na západě Anglie upevnila jeho rozhodnutí ujmout se překladu Nového zákona do angličtiny. Pro tento úkol však potřeboval získat podporu a dostatečnou záštitu, která by mu umožnila pracovat na překladu, dosáhnout vyjmutí z platného zákazu Constitutions of Oxford. Tuto oporu doufal nalézt u londýnského biskupa Cuthberta Tunstalla.
Nyní byl rozhodnut vydat nový překlad Bible. Později napsal: „Pochopil jsem z vlastní zkušenosti, jak bylo nemožné vzdělávat prostý lid v pravdě a přitom mu nepředložit svatá Písma v jejich vlastním jazyce.“
Pochopil, že je potřeba vytvořit překlad z původních jazyků a to navzdory hrozbě stíhání pro kacířství.
V naději, že získá podporu londýnského biskupa, odcestoval do hlavního města s doporučujícím listem od sira Johna Walshe. I když se mu podařilo přimět králova dvořana sira Guildforda, aby ho podpořil, biskupovu přízeň nezískal. Avšak učinil dojem na obchodníka látkami Humphrey Monmoutha, který ho ubytoval u sebe a po šest měsíců jej podporoval.
Anglie však nebyla bezpečným místem pro jeho překladatelskou práci a proto odešel do Německa. Zde pokračoval v překladu Nového Zákona. Celou práci dokončil se svým pomocníkem Williamem Royem v Kolíně nad Rýnem, v německém tiskařském středisku, kde chtěl své dílo realizovat. Kolín však v té době nebyl reformaci nakloněn a jeho plán na vytištění byl odhalen a záležitost předána senátu. Ten vydal příkaz k zákazu tisku a k zabavení rukopisu i literatury. On sám ale včas rozpoznal nebezpečí a utekl s již vytištěnými archy. Tiskaři stačili dotisknout archy do 22. kapitoly Matoušova evangelia, 12 verše. Společně s Royem uprchl lodí po řece Rýnu. Uchýlili se do luterského města Wormsu. U nakladatele Petra Schoeffera podařilo se jim vydat celý Nový zákon. Malá úhledná a dosti tlustá knížka čítající přibližně 700 stran byla zhotovena v počtu několika tisíc výtisků někdy počátkem roku 1526. Náklad mohl dosáhnout tří nebo šesti tisíc výtisků. Již na začátku února byly anglické Nové zákony prodávány v Anglii. Veliký hlad po Božím slovu v mateřštině mohl konečně dojít částečného nasycení. Nový zákon v jeho překladu, v praktickém kapesním provedení, se v Anglii mezi lidmi rychle rozšířil. Prodával se a četl v Londýně a následně v jižních a východních oblastech země.
Přestože bylo zhotoveno několik tisíc výtisků, zachovaly se z celého nákladu pouze dva exempláře: jeden úplný bez titulní strany (dnes součástí fondu Britské knihovny), druhému schází prvních 70 stran (uložen v knihovně londýnské katedrály Sv. Pavla).
Církevní úřady zuřily a Tunstall vydal příkaz, aby tyto „heretické“ knihy byly zabaveny. V říjnu 1526 proběhlo veřejné pálení všech zabavených výtisků u chrámu sv. Pavla. Následujícího roku, v květnu 1527, arcibiskup z Canterbury William Warham zorganizoval nákup množství výtisků, aby je pak mohl zničit. Ale část peněz z prodeje se dostávala zpět k němu, který za ně dokonce dokázal připravit nové revidované vydání. Biskup Tunstall překlad všelijak haněl a prohlašoval, že v něm nalezl „dva tisíce chyb“. Ve skutečnosti se jednalo o pozoruhodně přesný a věrný překlad.
Ještě v dalších anglických historických překladech zůstala zachována značná část jeho textu. Velká většina Nového zákona v obecně užívaném „autorizovaném překladu“ z roce 1611 (známém jako King James Version) je téměř beze změn převzata z jeho Nového zákona. Podrobné srovnání obou překladů ukazuje, že asi 4/5 rozsahu Nového zákona v Authorised Version se shoduje s Tyndalovým překladem. Podobně to platí o jím přeložených starozákonních knihách z hebrejštiny.

## Ztráta rukopisu
S plánem na překlad Starého zákona se věnoval zdokonalování hebrejštiny. Započal s překládáním pěti knih Mojžíšových, tzv. Pentateuchu. Avšak během cesty z Antverp do Hamburku, kde zamýšlel tisknout Pátou knihu Mojžíšovu, o rukopis přišel. Za pomoci přítele Milese Coverdalea vyhotovil druhý rukopis. Překlad Pentateuchu byl vydán v roce 1530 v Antverpách.
John Foxe zaznamenal pozoruhodné vyprávění o jeho cestě spadající do období let 1528 až 1530, které víc než jiné přináší svědectví o jeho pevné vůli a vytrvalosti: „V té době přeložil Pátou knihu Mojžíšovu zvanou Deuteronomium, a zamýšleje tisknout ji v Hamburku, plavil se tam: během cesty, při březích Holandska, loď ztroskotala, čímž ztratil všechny své knihy, materiály a rukopisy. A tak byl přinucen začít vše nanovo,... Takto ztrativ peníze, rukopisy a čas, vstoupil na jinou loď plující do Hamburku, kde, podle domluvy, očekával jej mistr Coverdale. Od Velikonoc [březen 1529] do prosince pomáhal mu s překladem všech pěti knih Mojžíšových, [přebývajíce] v domě ctihodné vdovy paní Margaret von Emersen. Toho léta 1529 velká nákaza potní nemoci navštívila město. Proto dokončiv svou práci v Hamburku, navrátil se pak zpět do Antverp.“

## Snahy anglické koruny přimět Tyndala k návratu z exilu
Mezitím kardinál Wolsey vyslal své špehy, aby po něm na kontinentu pátrali a kupovali a pálili všechny protestantské knihy v angličtině, na které narazí.
Hledali jej rovněž agenti anglické vlády. Anglická koruna měla v určitém období vážný zájem o Tyndalův návrat do vlasti. Během roku 1531 vláda podnikla kroky vedoucí k navázání kontaktu s ním a vyzvala jej k návratu do Anglie. Anglická koruna rozpoznala hodnotu jeho schopností a začala jednat k získání aktivní podpory anglického učence. Stěžejním podnětem k tomu mohl být jeho spis Poslušnost křesťana, který králi, Jindřichu VIII., doporučila k přečtení dvorní dáma, Jindřichova budoucí druhá žena, Anna Boleynová. Dílo udělalo na krále dobrý dojem: jeho erastianismus (učení o nadřazenosti státu nad církví), byl přesně tím, co chtěl slyšet. Král požádal o navázání kontaktu s ním v zámoří. V lednu 1531 králův rádce Thomas Cromwell pověřil svého přítele, anglického obchodníka v Nizozemí Stephena Vaughana, aby se jej vynasnažil vyhledat a přemluvil ho k návratu do Anglie. K tomu účelu měl mu nabídnout garance bezpečnosti a ochrany pro cestu ke královskému dvoru. Stephen Vaughan se po několika pokusech o navázání kontaktu s ním osobně sešel. O tomto osobním setkání „na poli za branami Antverp“ podal zprávu v dopisu Cromwellovi z 18. dubna 1531.
Anglické vládě se však nepodařilo zlákat anglického exulanta k návratu do vlasti, kde v těchto letech docházelo k tvrdé persekuci protestantů a upalování.
Násilnou persekuci anglických protestantů – zatýkání, mučení a popravy, iniciovali a prováděli zejména londýnský biskup John Stokesley, biskup z Lincolnu John Longland a sir Thomas More jako kancléř (od října 1529), Tyndalův významný odpůrce.
Poslední plodné roky života přebýval v Antverpách. Zde našel přijetí a pohostinství u anglických obchodníků. Thomas Poyntz mu poskytl přístřeší ve svém domě.

## Zrada – zatčení – proces
Na jaře 1535 byl ale lapen do pasti, kterou na něj nachystal krajan Henry Phillips. Do poslední chvíle vydával se tento mladý muž za jeho přítele, za hledajícího konvertitu se zájmem o luterskou reformaci. Phillips ve skutečnosti pracoval pro generálního prokurátora. Podařilo se mu jej přivést nic netušícího k čekajícím strážím, které ho na místě zatkly. Šestnáct měsíců byl držen ve vězení na hradě Vilvorde poblíž Bruselu, kde byla proti němu připravována obžaloba. Zachoval se originál jeho dopisu guvernérovi, v němž žádal o vrácení svého teplého ošacení, o poskytnutí lampy a zvláště o laskavé svolení mít svou hebrejskou Bibli, hebrejskou gramatiku a slovník.
Na soudním procesu byl odsouzen jako heretik, avšak církevní představitelé a úředníci se ho snažili po dva měsíce přesvědčovat, aby své názory odvolal. V říjnu 1536 byl vyveden z žaláře, uškrcen a jeho tělo bylo spáleno. Jeho poslední slova zněla: „Hospodine, otevři oči anglickému králi.“ Později Thomas Cromwell podle příkazu anglického krále nechal umístit výtisky tzv. „Great Bible“ z r. 1539 do každého kostela v Anglii s výzvou veškerému prostému lidu, aby si z ní četl.
Deset let před svou smrtí, když bylo jeho dílo nenávistně páleno v Londýně, napsal: „Pálením Nových zákonů nedělají nic jiného, než o co jsem usiloval; ani mně nemohou udělat nic víc než mě spálit, bude-li to Boží vůle. Nyní je mou povinností pokračovat v překládání Nového Zákona.“ Jeho biblický překlad, který dokončil jeho přítel Coverdale (Coverdaleova bible, první tištěná anglická bible, byla vydána v listopadu 1535 v Antverpách), připravil úrodnou půdu anglické reformaci.

## Dílo
- The Parable of the Wicked Mammon (Podobenství o zlém mamonu); vydáno v květnu 1528 v Antverpách.
- The Obedience of a Christian Man (Poslušnost křesťana); vydáno v říjnu 1528 v Antverpách.
- The Practice of Prelates; vydáno roce 1530 v Antverpách.

### Biblické překlady
- Nový zákon (prolog a překlad Mt 1,1–22,12), 1525, Kolín nad Rýnem
- Nový zákon, 1526, Worms
- Pentateuch, 1530, Antverpy
- The Prophet Jonas (kniha Jonáš), 1531, Antverpy
- Nový zákon (revidovaný překlad s úvody k jednotlivým knihám) 1534, Antverpy